# Litoměřice
Litoměřice (pronunciado /ˈlɪtomɲɛr̝ɪtsɛ/ (escucharⓘ); en alemán: Leitmeritz) es una de las ciudades más antiguas y más importantes de la República Checa. Se encuentra en una fértil región a las orillas de los ríos Elba y Ohře, aproximadamente a unos 64 km al noroeste de Praga. Ya en el siglo XI fundaron ahí los Premislidas el cabildo con una basílica románica, convertida en la época del Barroco en la residencia del obispo y la iglesia de San Esteban.

## Lugares de interés
La ciudad conserva un armonioso casco histórico donde se entremezclan edificios de distintas épocas.
- La Plaza de la Paz es la plaza principal de la ciudad. De grandes dimensiones, su superficie se acerca a las dos hectáreas, los edificios que la forman datan en su mayoría de la época gótica, aunque los hay de distintos estilos.
- El Ayuntamiento viejo data del siglo XIV aunque su aspecto actual es renacentista. Alberga el Museo de historia local.
- La Catedral de San Esteban del siglo XVII.
- Iglesia de Todos los Santos (gótica y barroca), iglesia de la Anunciación, iglesia de San Venceslao.
- Las bodegas. El subsuelo de la ciudad está surcado por una amplia red de bodegas. Una pequeña parte es visitable.

## Galería

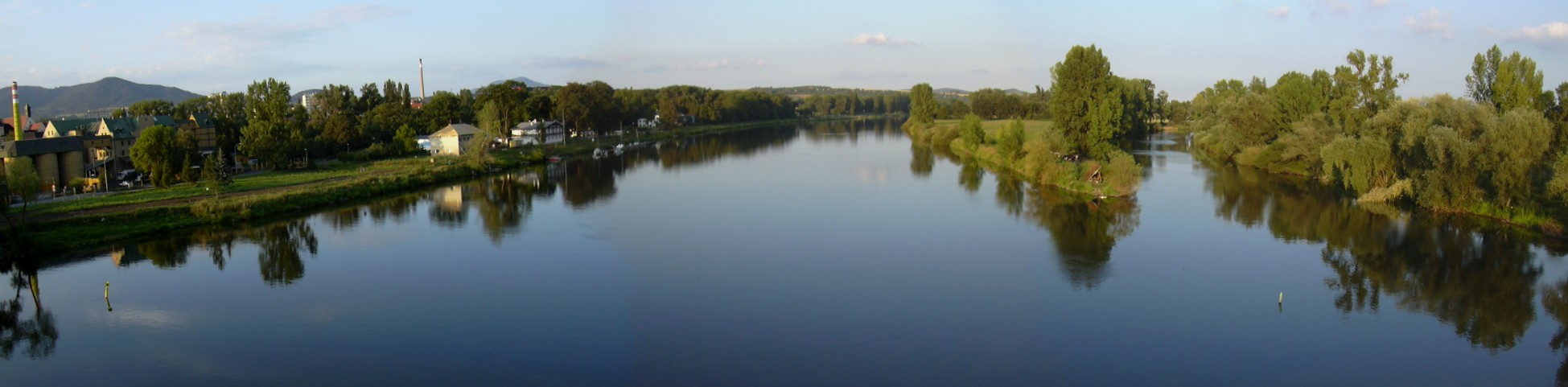
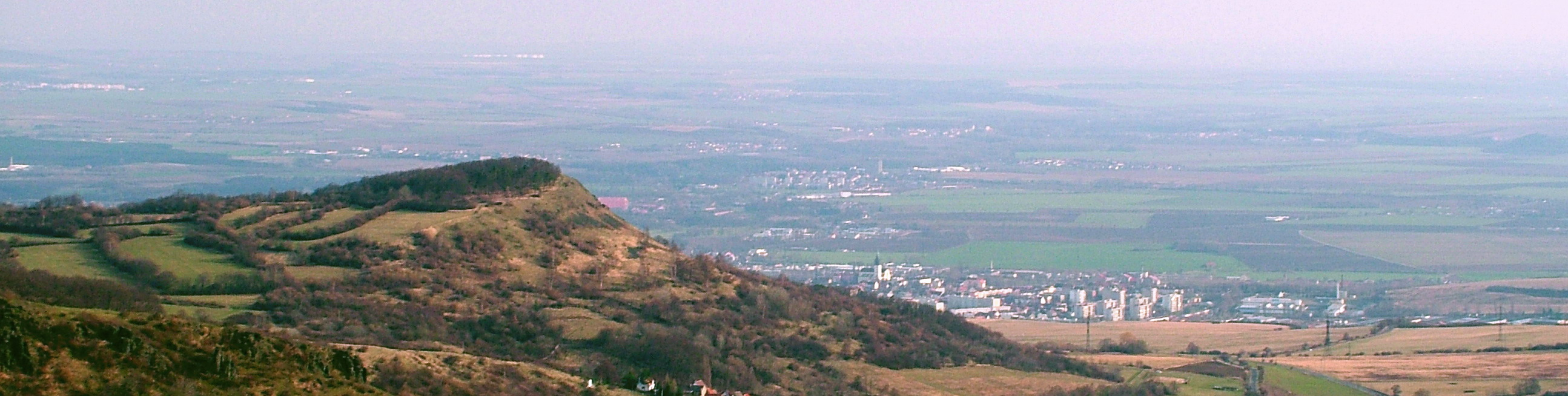
Varhošť
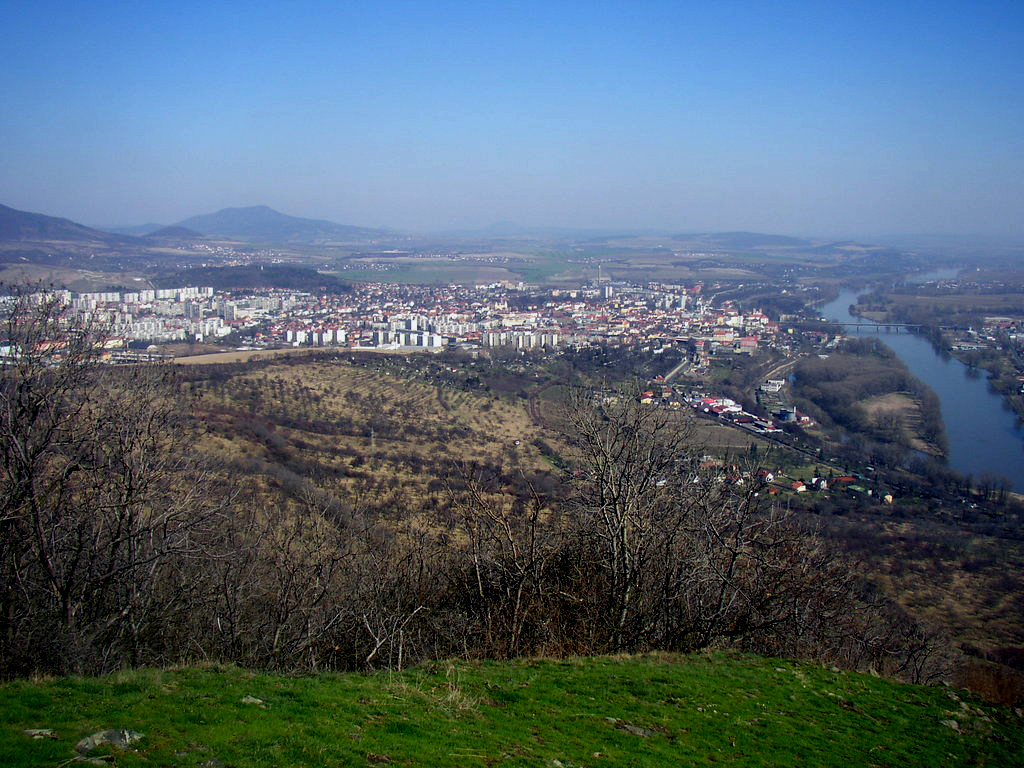
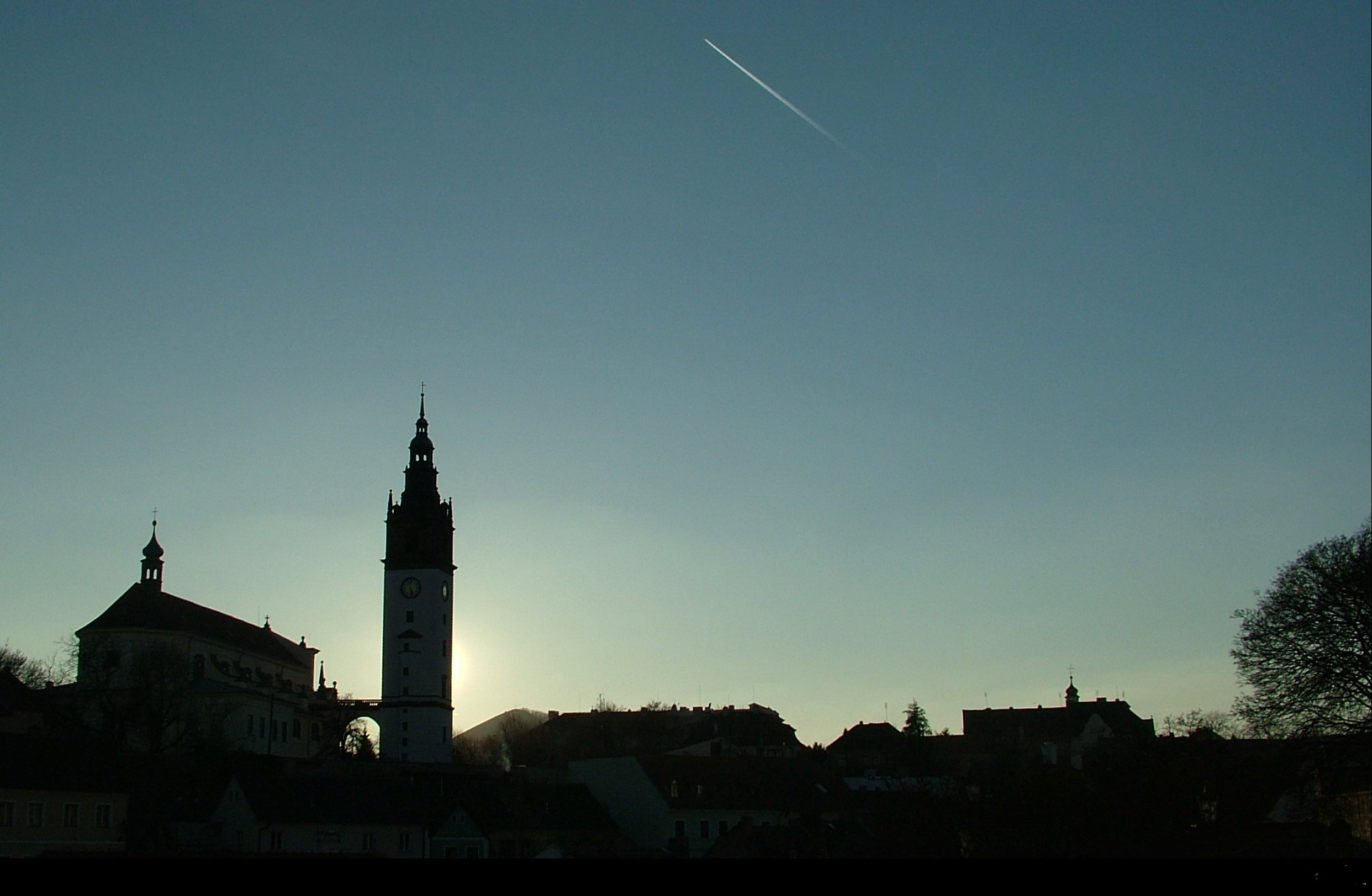
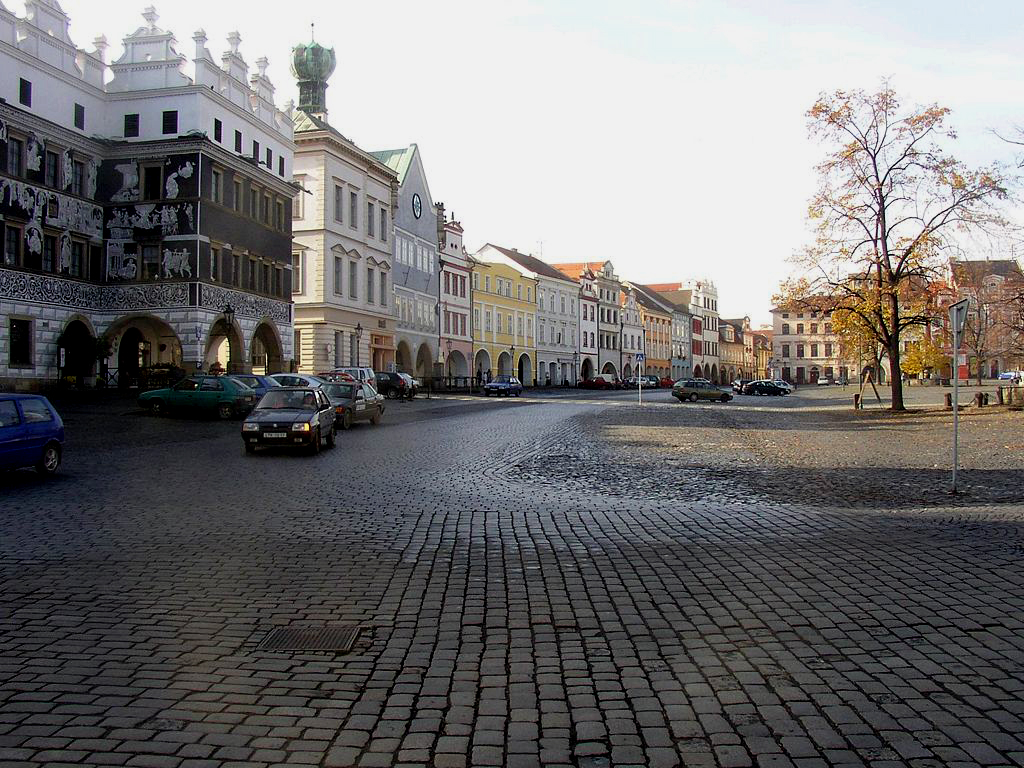
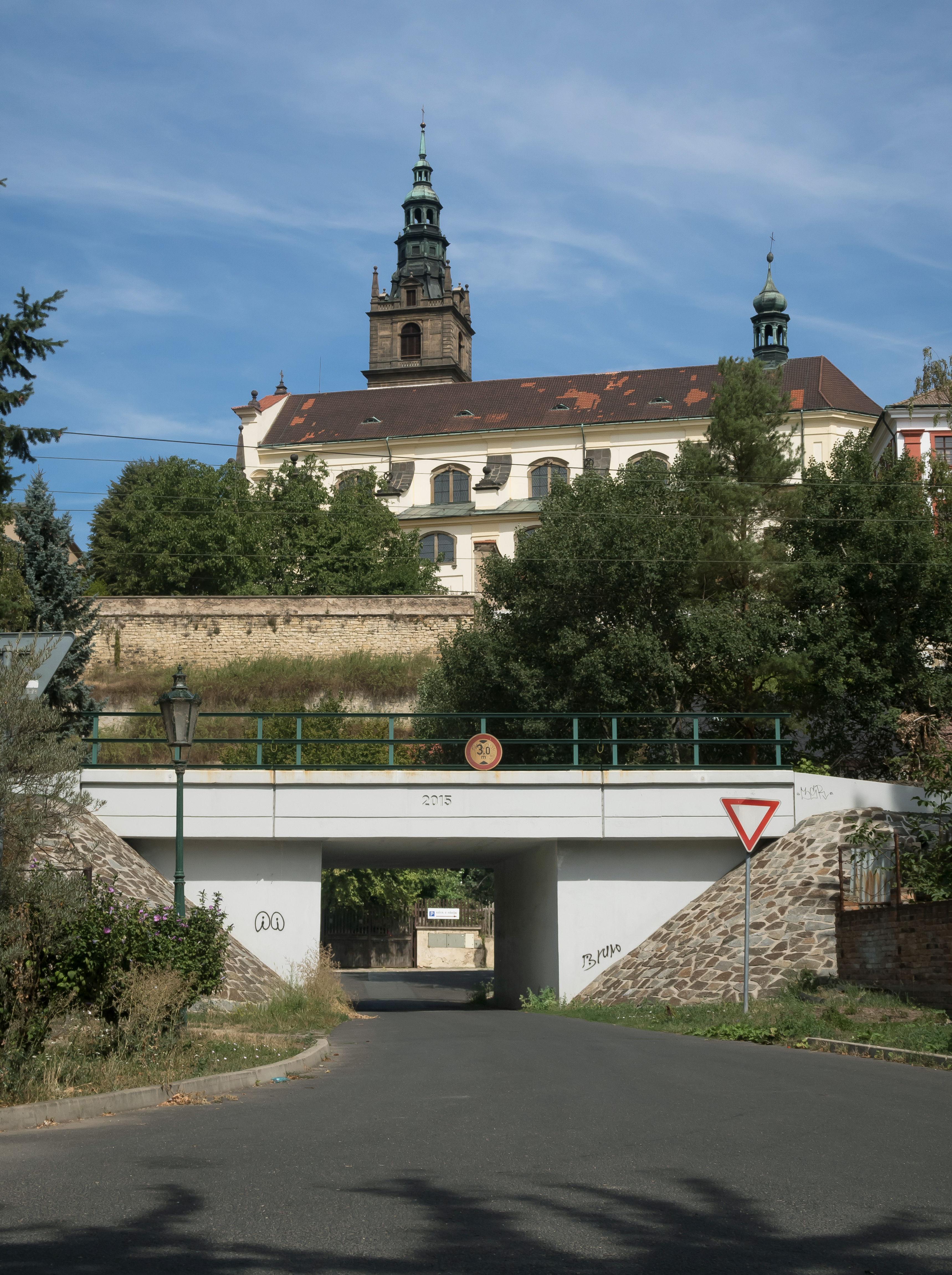
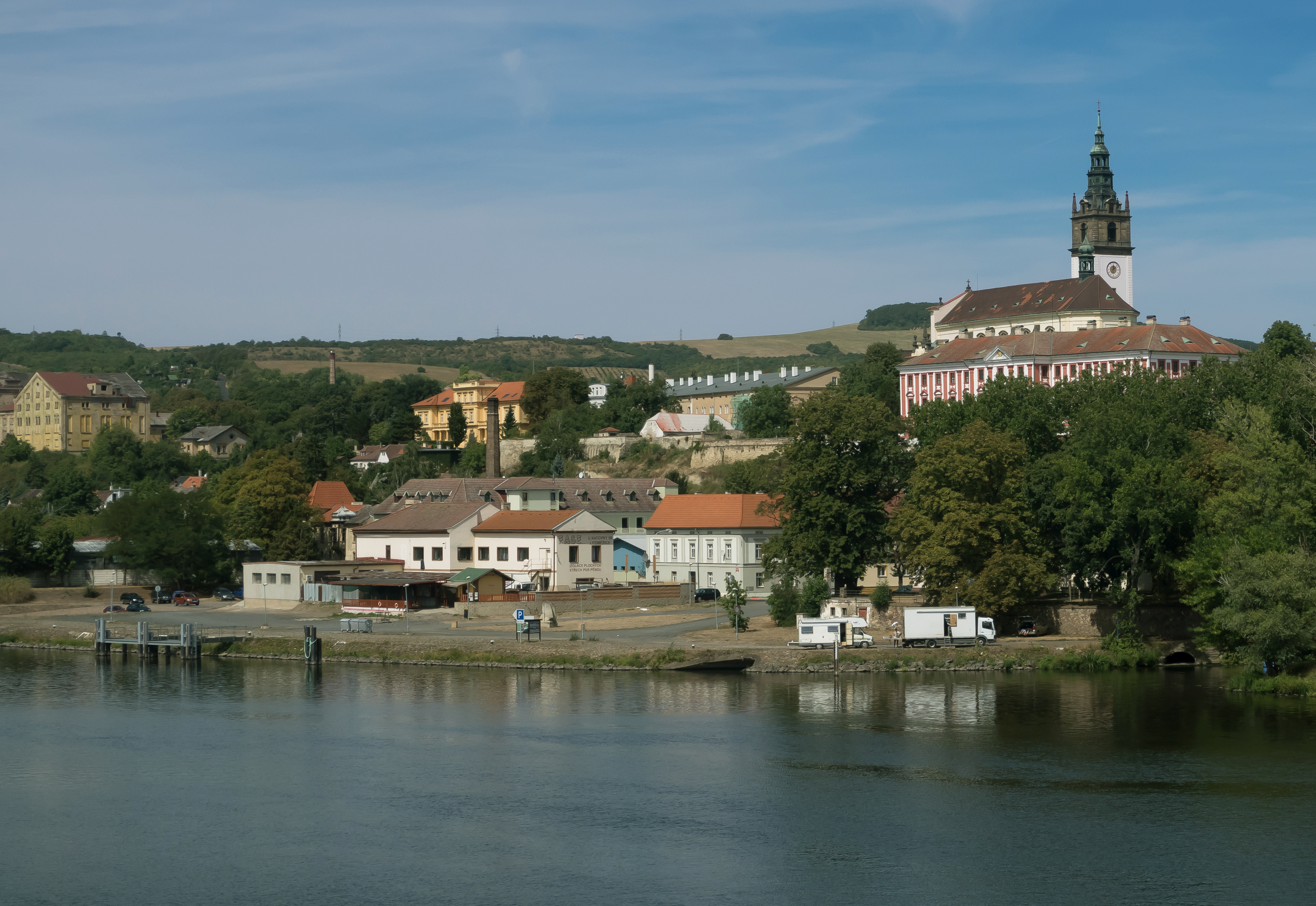

## Demografía
| Gráfica de evolución de Litoměřice entre 1787 y 2011 |
|                                                      |